# エンプレスミチコ (バラ)

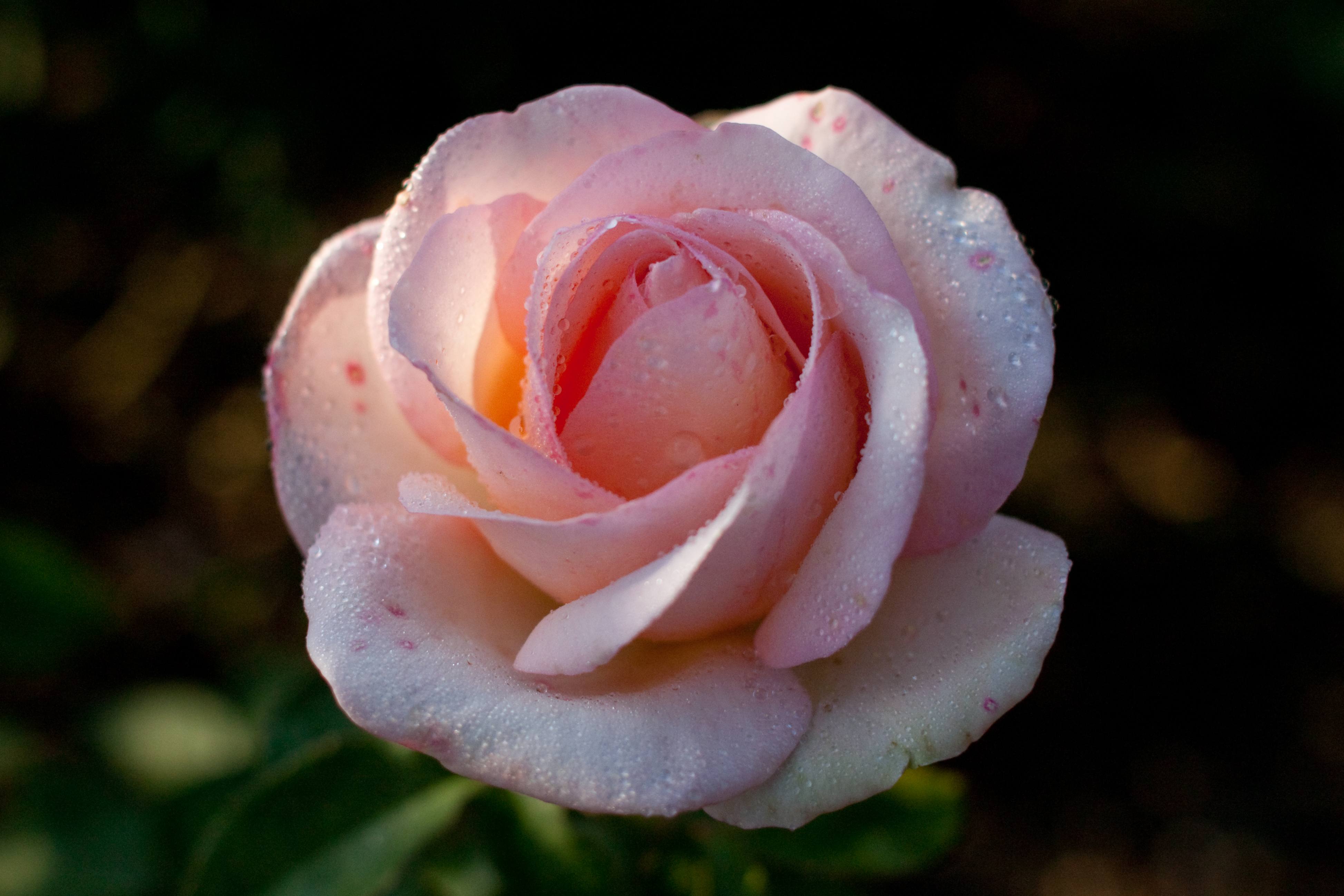
エンプレスミチコ

エンプレスミチコは、バラの品種名。1992年、立后4年目となる皇后美智子（現在の上皇后）にプリンセス・ミチコを献呈したイギリスのディクソン社より献呈された。穏やかで上品な色が特徴。作出者はディクソン。エンプレスミチコの名を冠する植物には他にハイビスカスが存在する。